# Insatiable (serie televisiva)
Insatiable è una serie televisiva statunitense ideata da Lauren Gussis, diretta da Julie Hampton ed interpretata da Debby Ryan.
La prima stagione è stata interamente distribuita su Netflix il 10 agosto 2018, in tutti i paesi in cui il servizio è disponibile. La seconda stagione dall'11 ottobre 2019 su Netflix.
Dopo due stagioni, il 20 febbraio 2020, Netflix cancella la serie.

## Trama
Patty Bladell è un'adolescente in sovrappeso, e questo le causa una debole fiducia in se stessa. Non ha amici, l'unica ragazza che la segue dappertutto si chiama Nonnie, e con lei condivide ogni emozione. Un normalissimo giorno, quando Patty entra in un supermercato per la milionesima volta con l’intento di fare scorte di cibo, si ritrova faccia a faccia con un senzatetto che la insulta per il suo peso. Patty, presa dalla rabbia, reagisce facendogli del male, ma lo stesso fa l'uomo. Patty si ritrova in ospedale con una mascella rotta ma sembra essere un segno. Perde trentasei chili e, avendo ferito una persona che agli occhi della legge sembra innocente, deve andare in tribunale ma dal quel momento la sua vita cambierà. La sua storia si intreccierà con quella di Bob Armstrong, un avvocato, ex coach di concorsi di bellezza. Farà diventare Patty una vincente, ma questo causerà forti problemi nella sua vita, la vendetta e la sua rabbia nascosta prenderanno il sopravvento su di lei, e questo la porterà a fare cose che mai una ragazza di 18 anni può neanche pensare.

## Episodi
| Stagione         | Episodi | Pubblicazione USA | Pubblicazione Italia |
| ---------------- | ------- | ----------------- | -------------------- |
| Prima stagione   | 12      | 2018              | 2018                 |
| Seconda stagione | 10      | 2019              | 2019                 |

## Personaggi e interpreti

### Principali
- Patricia "Patty" Bladell (stagioni 1-2), interpretata da Debby Ryan, doppiata da Joy Saltarelli: un'adolescente vittima del cibo, dimagrisce e diventa amica di Bob Armstrong, suo mentore per i concorsi di bellezza.
- Robert "Bob" Armstrong Jr. (stagioni 1-2), interpretato da Dallas Roberts, doppiato da Gabriele Sabatini: un uomo mentore e amico di Patty, marito di Coralee e padre di Brick.
- Coralee Huggens-Armstrong (stagioni 1-2), interpretata da Alyssa Milano, doppiata da Giò Giò Rapattoni: la moglie di Bob Armstrong, con il quale litiga spesso.
- Robert "Bob" Barnard (stagioni 1-2), interpretato da Christopher Gorham, doppiato da Andrea Mete: un uomo affascinante ammirato dalle donne, marito di Etta Mae e padre di Magnolia.
- Magnolia Barnard (stagioni 1-2), interpretata da Erinn Westbrook, doppiata da Monica Vulcano: affascinante ragazza, figlia di Bob ed Etta Mae.
- Nonnie Thompson (stagioni 1-2), interpretata da Kimmy Shields, doppiata da Ludovica Bebi: migliore amica di Patty.
- Brick Armstrong (stagioni 1-2), interpretato da Michael Provost, doppiato da Federico Bebi: ragazzo molto bello della scuola di Patty, nonché figlio di Bob.
- Donald Choi (stagioni 1-2), interpretato da Daniel Kang, doppiato da Marco Briglione: amico di Patty.
- Dixie Sinclair (stagioni 1-2), interpretata da Irene Choi, doppiata da Francesca Rinaldi: spocchiosa reginetta di bellezza.
- Regina Sinclair (stagione 2, ricorrente stagione 1), interpretata da Arden Myrin, doppiata da Laura Facchin: madre di Dixie.
- Angie Bladell (stagioni 1-2), interpretata da Sarah Colonna, doppiata da Barbara Castracane: esuberante mamma di Patty.

### Ricorrenti
- Etta Mae Barnard (stagione 1), interpretata da Carly Hughes, doppiata da Daniela Amato: madre di Magnolia e moglie di Bob Barnard.
- Sceriffo Hank Thompson (stagione 1), interpretato da Jordan Gelber, doppiato da Emanuele Durante: poliziotto nonché padre di Nonnie.
- Christian Keene (stagione 1, guest star stagione 2), interpretato da James Lastovic, doppiato da Mattia Ward: ragazzo conosciuto a scuola da Patty.
- Gail Keene (stagione 1), interpretata da Christine Taylor, doppiata da Emanuela Baroni: madre di Christian.
- Pastore Mike Keene (stagione 1, guest star stagione 2), interpretato da Michael Ian Black, doppiato da Teo Bellia: papà di Christian.
- Robert Armstrong Sr. (stagioni 1-2), interpretato da Brett Rice, doppiato da Pierluigi Astore: padre di Bob Barnard
- Stella Rose Buckley (stagioni 1-2), interpretata da Beverly D'Angelo, doppiata da Sonia Scotti: vecchia mentore di Bob Armstrong.
- Roxy Buckley (stagioni 1-2), interpretata da Chloe Bridges, doppiata da Benedetta Degli Innocenti: ragazza incontrata da Patty in Alabama.
- Deborah "Dee" Marshall (stagioni 1-2), interpretata da Ashley D. Kelley, doppiata da Ilaria Giorgino.
- Herman Choi (stagioni 1-2), interpretato da Kurt Yue: padre di Donald.
- Henry Lee (stagione 2), interpretato da Alex Landi, doppiato da Alessio Nissolino.
- Detective Rudy Cruz (stagione 2), interpretato da Vincent Rodriguez III.

### Guest Stars
- Padre Schwartz (ep. 1x09), interpretato da Jon Lovitz.
- Jonathan (ep. 2x06-2x07), interpretato da Tommy Dorfman.
- Gloria Reyes (ep. 2x06, 2x10), interpretata da Gloria Diaz.
- Brazen Moorehead (ep. 2x10), interpretato da Lance Bass.

## Produzione
L'episodio pilota fu ordinato dalla rete The CW, ma successivamente passò a Netflix.
Il 13 settembre 2018 Debby Ryan annuncia sul suo profilo Instagram che ci sarà una stagione 2 della serie, distribuita da Netflix nel 2019.
Dopo due stagioni, il 20 febbraio 2020 arriva la conferma della cancellazione della serie.

## Promozione
Il 10 luglio 2018 è stato pubblicato il primo teaser., seguito il 19 luglio dal trailer ufficiale.

## Distribuzione
La prima stagione viene distribuita su Netflix dal 10 agosto 2018. La seconda stagione viene pubblicata l'11 ottobre 2019.

## Ispirazione
La serie è basata sull'articolo The Pageant King of Alabama di Jeff Chu, come indicato alla fine dei titoli di coda.

## Controversie
Il 24 luglio 2018, il The Guardian scrisse di 100.000 persone che avevano firmato una petizione online su Change.org iniziata il 20 luglio 2018, chiedendo a Netflix di cancellare la serie, accusandola di "fat-shaming".
Lauren Gussis, la creatrice dello show, ha difeso la serie, affermando che si basava sulle sue esperienze di adolescente, mentre Alyssa Milano ha scritto su Twitter:

## Accoglienza
La serie è stata accolta molto negativamente dalla critica. Sull'aggregatore di recensioni Rotten Tomatoes ha un indice di gradimento del 7% con un voto medio di 3,42 su 10, basato su 15 recensioni. Il commento del sito recita: "Grandi stereotipi, goffi commenti sociali e un fallito tentativo di "veglia" rendono Insatiable difficile da digerire", mentre su Metacritic ha un punteggio di 24 su 100, basato su 8 recensioni.
Secondo Mark A. Perlgard del Boston Herald: "Patty è importante, ma non è il piatto principale di Insatiable. Stranamente e in modo cruciale, il suo punto di vista spesso si perde, ignorato o trascurato, almeno nei primi episodi. Il fulcro di questa commedia oscura è Bob Armstrong".
Per Tim Goodman dell'Hollywood Reporter la serie: "è banale, molto esagerata (anche per una serie che sembra voler andare lì per un effetto comico), poco divertente e, con oltre 40 minuti in più per episodio, un pasticcio gonfio che richiede molto lavoro".

## Concorsi svolti
Miss Cowboy Senza Sella (Episodio 1x04), Miss Magic Jesus (Episodio 1x07), Miss American Lady (Episodio 1x12 - 2x09-10)